# Гарциде ди Сото (Кремона)
Гарциде ди Сото је насеље у Италији у округу Кремона, региону Ломбардија.
Према процени из 2011. у насељу је живело 17 становника. Насеље се налази на надморској висини од 76 м.